# Sooglossidae
Sooglossidae är en familj av groddjur som ingår i ordningen stjärtlösa groddjur (Anura). Enligt Catalogue of Life omfattar familjen Sooglossidae 4 arter. 
Arterna förekommer på Seychellerna.
Kännetecknande för arterna är att de har ett sesamben i hälen. Dessa grodor lever i fuktiga skogar på klippig grund som bildas av granit. Honor lägger ägg på marken som de bevakar fram till kläckningen. Hos vissa arter som Sechellophryne gardineri förekommer inget grodyngel. Istället kläcks färdig utvecklade ungar från äggen. Däremot uppträder grodyngel hos arten Sooglossus sechellensis. Grodlarverna saknar i början mun och kan inte äta. De kravlar på moderns kropp där metamorfosen sker.
Släkten enligt Catalogue of Life, antalet arter enligt Amphibian Species of the World:
- Sechellophryne, 2 arter.
- Sooglossus, 2 arter.